# 巴扎库尔干区
巴扎库尔干区是吉尔吉斯斯坦西部州份賈拉拉巴德州下辖的一个区。该区治所位于巴扎库尔干。该区面积为1,965平方（759平方英里），2009年常住人口为142,951人。